# Ramil Şeydayev
Ramil Teymur oğlu Şeydayev (in russo Рамиль Теймурович Шейдаев?, Ramil' Tejmurovič Šejdaev; San Pietroburgo, 15 marzo 1996) è un calciatore russo naturalizzato azero, attaccante del Neftçi Baku e della nazionale azera.

## Biografia
È nato a San Pietroburgo da padre azero e madre russa. Dopo aver fatto la trafila delle nazionali giovanili russe, nel 2016 ha scelto di optare per l'Azerbaigian.

## Caratteristiche tecniche
È un centravanti.

## Carriera

### Club
Cresciuto nelle giovanili dello Zenit San Pietroburgo, ha esordito in prima squadra il 26 ottobre 2014 in un match vinto 5-0 contro il Mordovija.

### Nazionale
Ha esordito con la Nazionale di calcio dell'Azerbaigian il 4 settembre 2016 in un match di qualificazione ai mondiali russi del 2018 vinto 1-0 contro il San Marino.

## Statistiche

### Presenze e reti nei club
Statistiche aggiornate all’8 novembre 2017.
| Stagione        | Squadra                | Campionato      | Campionato | Campionato | Coppe nazionali | Coppe nazionali | Coppe nazionali | Coppe continentali | Coppe continentali | Coppe continentali | Altre coppe | Altre coppe | Altre coppe | Totale | Totale | Totale |
| Stagione        | Squadra                | Comp            | Pres       | Reti       | Comp            | Pres            | Reti            | Comp               | Pres               | Reti               | Comp        | Pres        | Reti        | Pres   | Reti   |        |
| --------------- | ---------------------- | --------------- | ---------- | ---------- | --------------- | --------------- | --------------- | ------------------ | ------------------ | ------------------ | ----------- | ----------- | ----------- | ------ | ------ | ------ |
| 2014-2015       | Zenit San Pietroburgo  | PL              | 5          | 0          | CR              | 0               | 0               | UEL                | 0                  | 0                  |             | -           | -           | 5      | 0      |        |
| 2015-gen. 2016  | Rubin                  | PL              | 1          | 0          | CR              | 1               | 0               | UEL                | 0                  | 0                  |             | -           | -           | 2      | 0      |        |
| gen.-giu. 2016  | Zenit San Pietroburgo  | PL              | 0          | 0          | CR              | 0               | 0               |                    | -                  | -                  |             | -           | -           | 0      | 0      |        |
| 2016-gen. 2017  | Trabzonspor            | 1L              | 1          | 0          | CT              | 2               | 1               |                    | -                  | -                  |             | -           | -           | 3      | 1      |        |
| gen.-giu. 2017  | Žilina                 | 1L              | 12         | 5          | CS              | 1               | 0               |                    | -                  | -                  |             | -           | -           | 13     | 5      |        |
| ago. 2017       | Žilina                 | 1L              | 1          | 0          | CS              | 0               | 0               | UCL                | 2                  | 0                  |             | -           | -           | 3      | 0      |        |
| 2017-2018       | Qarabağ                | PL              | 4          | 0          | CA              | 0               | 0               | UCL                | 1                  | 0                  |             | -           | -           | 5      | 0      |        |
| 2018-2019       | Kryl'ja Sovetov Samara | PL              | 18+2       | 4          | CR              | 0               | 0               |                    | -                  | -                  |             | -           | -           | 20     | 2      |        |
| Totale carriera | Totale carriera        | Totale carriera | 57         | 29         |                 | 3               | 2               |                    | -                  | -                  |             | -           | -           | 60     | 31     |        |

### Cronologia presenze e reti in nazionale
| Cronologia completa delle presenze e delle reti in nazionale ― Azerbaigian | Cronologia completa delle presenze e delle reti in nazionale ― Azerbaigian | Cronologia completa delle presenze e delle reti in nazionale ― Azerbaigian | Cronologia completa delle presenze e delle reti in nazionale ― Azerbaigian | Cronologia completa delle presenze e delle reti in nazionale ― Azerbaigian | Cronologia completa delle presenze e delle reti in nazionale ― Azerbaigian | Cronologia completa delle presenze e delle reti in nazionale ― Azerbaigian | Cronologia completa delle presenze e delle reti in nazionale ― Azerbaigian |
| Data                                                                       | Città                                                                      | In casa                                                                    | Risultato                                                                  | Ospiti                                                                     | Competizione                                                               | Reti                                                                       | Note                                                                       |
| -------------------------------------------------------------------------- | -------------------------------------------------------------------------- | -------------------------------------------------------------------------- | -------------------------------------------------------------------------- | -------------------------------------------------------------------------- | -------------------------------------------------------------------------- | -------------------------------------------------------------------------- | -------------------------------------------------------------------------- |
| 4-9-2016                                                                   | Serravalle                                                                 | San Marino                                                                 | 0 – 1                                                                      | Azerbaigian                                                                | Qual. Mondiali 2018                                                        | -                                                                          | 89’                                                                        |
| 8-10-2016                                                                  | Baku                                                                       | Azerbaigian                                                                | 1 – 0                                                                      | Norvegia                                                                   | Qual. Mondiali 2018                                                        | -                                                                          | 80’                                                                        |
| 11-10-2016                                                                 | Ostrava                                                                    | Rep. Ceca                                                                  | 0 – 0                                                                      | Azerbaigian                                                                | Qual. Mondiali 2018                                                        | -                                                                          | 90’ 91’                                                                    |
| 11-11-2016                                                                 | Belfast                                                                    | Irlanda del Nord                                                           | 4 – 0                                                                      | Azerbaigian                                                                | Qual. Mondiali 2018                                                        | -                                                                          | 46’                                                                        |
| 26-3-2017                                                                  | Baku                                                                       | Azerbaigian                                                                | 1 – 4                                                                      | Germania                                                                   | Qual. Mondiali 2018                                                        | -                                                                          | 67’                                                                        |
| 10-6-2017                                                                  | Baku                                                                       | Azerbaigian                                                                | 0 – 1                                                                      | Irlanda del Nord                                                           | Qual. Mondiali 2018                                                        | -                                                                          | 90’                                                                        |
| 1-9-2017                                                                   | Oslo                                                                       | Norvegia                                                                   | 1 – 0                                                                      | Azerbaigian                                                                | Qual. Mondiali 2018                                                        | -                                                                          | 62’                                                                        |
| 4-9-2017                                                                   | Baku                                                                       | Azerbaigian                                                                | 5 – 1                                                                      | San Marino                                                                 | Qual. Mondiali 2018                                                        | -                                                                          |                                                                            |
| 5-10-2017                                                                  | Baku                                                                       | Azerbaigian                                                                | 1 – 2                                                                      | Rep. Ceca                                                                  | Qual. Mondiali 2018                                                        | -                                                                          | 62’                                                                        |
| 8-10-2017                                                                  | Kaiserslautern                                                             | Germania                                                                   | 5 – 1                                                                      | Azerbaigian                                                                | Qual. Mondiali 2018                                                        | 1                                                                          | 87’                                                                        |
| 30-1-2018                                                                  | Adalia                                                                     | Azerbaigian                                                                | 0 – 0                                                                      | Moldavia                                                                   | Amichevole                                                                 | -                                                                          | 76’                                                                        |
| 29-5-2018                                                                  | Baku                                                                       | Azerbaigian                                                                | 3 – 0                                                                      | Kirghizistan                                                               | Amichevole                                                                 | -                                                                          | 58’                                                                        |
| 5-6-2018                                                                   | Astana                                                                     | Kazakistan                                                                 | 3 – 0                                                                      | Azerbaigian                                                                | Amichevole                                                                 | -                                                                          | 72’                                                                        |
| 9-6-2018                                                                   | Riga                                                                       | Lettonia                                                                   | 1 – 3                                                                      | Azerbaigian                                                                | Amichevole                                                                 | -                                                                          |                                                                            |
| 7-9-2018                                                                   | Baku                                                                       | Azerbaigian                                                                | 0 – 0                                                                      | Kosovo                                                                     | UEFA Nations League 2018-2019 - 1º turno                                   | -                                                                          | 74’                                                                        |
| 10-9-2018                                                                  | Ta' Qali                                                                   | Malta                                                                      | 1 – 1                                                                      | Azerbaigian                                                                | UEFA Nations League 2018-2019 - 1º turno                                   | -                                                                          | 68’                                                                        |
| 21-3-2019                                                                  | Zagabria                                                                   | Croazia                                                                    | 2 – 1                                                                      | Azerbaigian                                                                | Qual. Euro 2020                                                            | 1                                                                          |                                                                            |
| 25-3-2019                                                                  | Baku                                                                       | Azerbaigian                                                                | 0 – 0                                                                      | Lituania                                                                   | Amichevole                                                                 | -                                                                          |                                                                            |
| 8-6-2019                                                                   | Baku                                                                       | Azerbaigian                                                                | 1 – 3                                                                      | Ungheria                                                                   | Qual. Euro 2020                                                            | -                                                                          |                                                                            |
| 11-6-2019                                                                  | Baku                                                                       | Azerbaigian                                                                | 1 – 5                                                                      | Slovacchia                                                                 | Qual. Euro 2020                                                            | 1                                                                          |                                                                            |
| 6-9-2019                                                                   | Cardiff                                                                    | Galles                                                                     | 2 – 1                                                                      | Azerbaigian                                                                | Qual. Euro 2020                                                            | -                                                                          |                                                                            |
| 9-9-2019                                                                   | Baku                                                                       | Azerbaigian                                                                | 1 – 1                                                                      | Croazia                                                                    | Qual. Euro 2020                                                            | -                                                                          |                                                                            |
| 9-10-2019                                                                  | Riffa                                                                      | Bahrein                                                                    | 2 – 3                                                                      | Azerbaigian                                                                | Amichevole                                                                 | 1                                                                          | 72’                                                                        |
| 13-10-2019                                                                 | Budapest                                                                   | Ungheria                                                                   | 1 – 0                                                                      | Azerbaigian                                                                | Qual. Euro 2020                                                            | -                                                                          |                                                                            |
| 16-11-2019                                                                 | Baku                                                                       | Azerbaigian                                                                | 0 – 2                                                                      | Galles                                                                     | Qual. Euro 2020                                                            | -                                                                          | 68’                                                                        |
| 19-11-2019                                                                 | Trnava                                                                     | Slovacchia                                                                 | 2 – 0                                                                      | Azerbaigian                                                                | Qual. Euro 2020                                                            | -                                                                          |                                                                            |
| 5-9-2020                                                                   | Baku                                                                       | Azerbaigian                                                                | 1 – 2                                                                      | Lussemburgo                                                                | UEFA Nations League 2020-2021 - 1º turno                                   | 1                                                                          | 58’                                                                        |
| 8-9-2020                                                                   | Nicosia                                                                    | Cipro                                                                      | 0 – 1                                                                      | Azerbaigian                                                                | UEFA Nations League 2020-2021 - 1º turno                                   | -                                                                          |                                                                            |
| 10-10-2020                                                                 | Podgorica                                                                  | Montenegro                                                                 | 2 – 0                                                                      | Azerbaigian                                                                | UEFA Nations League 2020-2021 - 1º turno                                   | -                                                                          | 60’                                                                        |
| 13-10-2020                                                                 | Elbasan                                                                    | Azerbaigian                                                                | 0 – 0                                                                      | Cipro                                                                      | UEFA Nations League 2020-2021 - 1º turno                                   | -                                                                          | 89’                                                                        |
| 14-11-2020                                                                 | Baku                                                                       | Azerbaigian                                                                | 0 – 0                                                                      | Montenegro                                                                 | UEFA Nations League 2020-2021 - 1º turno                                   | -                                                                          | 46’                                                                        |
| 17-11-2020                                                                 | Lussemburgo                                                                | Lussemburgo                                                                | 0 – 0                                                                      | Azerbaigian                                                                | UEFA Nations League 2020-2021 - 1º turno                                   | -                                                                          |                                                                            |
| 24-3-2021                                                                  | Torino                                                                     | Portogallo                                                                 | 1 – 0                                                                      | Azerbaigian                                                                | Qual. Mondiali 2022                                                        | -                                                                          | 85’                                                                        |
| 27-3-2021                                                                  | Debrecen                                                                   | Azerbaigian                                                                | 1 – 2                                                                      | Qatar                                                                      | Amichevole                                                                 | 1                                                                          |                                                                            |
| 30-3-2021                                                                  | Baku                                                                       | Azerbaigian                                                                | 1 – 2                                                                      | Serbia                                                                     | Qual. Mondiali 2022                                                        | -                                                                          | 72’                                                                        |
| 27-5-2021                                                                  | Alanya                                                                     | Turchia                                                                    | 2 – 1                                                                      | Azerbaigian                                                                | Amichevole                                                                 | -                                                                          | 63’                                                                        |
| 2-6-2021                                                                   | Minsk                                                                      | Bielorussia                                                                | 1 – 2                                                                      | Azerbaigian                                                                | Amichevole                                                                 | 1                                                                          | 68’                                                                        |
| 6-6-2021                                                                   | Chișinău                                                                   | Moldavia                                                                   | 1 – 0                                                                      | Azerbaigian                                                                | Amichevole                                                                 | -                                                                          |                                                                            |
| 4-9-2021                                                                   | Dublino                                                                    | Irlanda                                                                    | 1 – 1                                                                      | Azerbaigian                                                                | Qual. Mondiali 2022                                                        | -                                                                          | 79’                                                                        |
| 9-10-2021                                                                  | Baku                                                                       | Azerbaigian                                                                | 0 – 3                                                                      | Irlanda                                                                    | Qual. Mondiali 2022                                                        | -                                                                          | 63’                                                                        |
| 12-10-2021                                                                 | Belgrado                                                                   | Serbia                                                                     | 3 – 1                                                                      | Azerbaigian                                                                | Qual. Mondiali 2022                                                        | -                                                                          | 73’                                                                        |
| 11-11-2021                                                                 | Baku                                                                       | Azerbaigian                                                                | 1 – 3                                                                      | Lussemburgo                                                                | Qual. Mondiali 2022                                                        | -                                                                          | 68’                                                                        |
| 14-11-2021                                                                 | Baku                                                                       | Azerbaigian                                                                | 2 – 2                                                                      | Qatar                                                                      | Amichevole                                                                 | -                                                                          | 46’                                                                        |
| 25-3-2022                                                                  | Ta' Qali                                                                   | Malta                                                                      | 1 – 0                                                                      | Azerbaigian                                                                | Amichevole                                                                 | -                                                                          | 79’                                                                        |
| 3-6-2022                                                                   | Astana                                                                     | Kazakistan                                                                 | 2 – 0                                                                      | Azerbaigian                                                                | UEFA Nations League 2022-2023 - 1º turno                                   | -                                                                          | 79’                                                                        |
| 6-6-2022                                                                   | Novi Sad                                                                   | Bielorussia                                                                | 0 – 0                                                                      | Azerbaigian                                                                | UEFA Nations League 2022-2023 - 1º turno                                   | -                                                                          | 59’                                                                        |
| 10-6-2022                                                                  | Baku                                                                       | Azerbaigian                                                                | 0 – 1                                                                      | Slovacchia                                                                 | UEFA Nations League 2022-2023 - 1º turno                                   | -                                                                          | 65’                                                                        |
| 13-6-2022                                                                  | Mərdəkan                                                                   | Azerbaigian                                                                | 2 – 0                                                                      | Bielorussia                                                                | UEFA Nations League 2022-2023 - 1º turno                                   | 1                                                                          |                                                                            |
| 22-9-2022                                                                  | Trnava                                                                     | Slovacchia                                                                 | 1 – 2                                                                      | Azerbaigian                                                                | UEFA Nations League 2022-2023 - 1º turno                                   | -                                                                          |                                                                            |
| 25-9-2022                                                                  | Mərdəkan                                                                   | Azerbaigian                                                                | 3 – 0                                                                      | Kazakistan                                                                 | UEFA Nations League 2022-2023 - 1º turno                                   | -                                                                          | 86’                                                                        |
| 16-11-2022                                                                 | Chișinău                                                                   | Moldavia                                                                   | 1 – 2                                                                      | Azerbaigian                                                                | Amichevole                                                                 | -                                                                          | 84’                                                                        |
| 20-11-2022                                                                 | Skopje                                                                     | Macedonia del Nord                                                         | 1 – 3                                                                      | Azerbaigian                                                                | Amichevole                                                                 | 1                                                                          |                                                                            |
| 24-3-2023                                                                  | Linz                                                                       | Austria                                                                    | 4 – 1                                                                      | Azerbaigian                                                                | Qual. Euro 2024                                                            | -                                                                          |                                                                            |
| 27-3-2023                                                                  | Solna                                                                      | Svezia                                                                     | 5 – 0                                                                      | Azerbaigian                                                                | Qual. Euro 2024                                                            | -                                                                          |                                                                            |
| 17-6-2023                                                                  | Mərdəkan                                                                   | Azerbaigian                                                                | 1 – 1                                                                      | Estonia                                                                    | Qual. Euro 2024                                                            | -                                                                          |                                                                            |
| 9-9-2023                                                                   | Mərdəkan                                                                   | Azerbaigian                                                                | 0 – 1                                                                      | Belgio                                                                     | Qual. Euro 2024                                                            | -                                                                          | 78’                                                                        |
| 13-10-2023                                                                 | Tallinn                                                                    | Estonia                                                                    | 0 – 2                                                                      | Azerbaigian                                                                | Qual. Euro 2024                                                            | 1                                                                          |                                                                            |
| 16-10-2023                                                                 | Baku                                                                       | Azerbaigian                                                                | 0 – 1                                                                      | Austria                                                                    | Qual. Euro 2024                                                            | -                                                                          | 90+3’                                                                      |
| 16-11-2023                                                                 | Baku                                                                       | Azerbaigian                                                                | 3 – 0                                                                      | Svezia                                                                     | Qual. Euro 2024                                                            | -                                                                          | 29’ 75’                                                                    |
| 22-3-2024                                                                  | Baku                                                                       | Azerbaigian                                                                | 1 – 0                                                                      | Mongolia                                                                   | Amichevole                                                                 | -                                                                          | 46’                                                                        |
| 25-3-2024                                                                  | Baku                                                                       | Azerbaigian                                                                | 1 – 1                                                                      | Bulgaria                                                                   | Amichevole                                                                 | -                                                                          |                                                                            |
| 7-6-2024                                                                   | Szombathely                                                                | Albania                                                                    | 3 – 1                                                                      | Azerbaigian                                                                | Amichevole                                                                 | -                                                                          | 69’                                                                        |
| 11-6-2024                                                                  | Szombathely                                                                | Azerbaigian                                                                | 3 – 2                                                                      | Kazakistan                                                                 | Amichevole                                                                 | -                                                                          | 77’                                                                        |
| 5-9-2024                                                                   | Baku                                                                       | Azerbaigian                                                                | 1 – 3                                                                      | Svezia                                                                     | UEFA Nations League 2024-2025 - 1º turno                                   | -                                                                          | 84’                                                                        |
| 8-9-2024                                                                   | Košice                                                                     | Slovacchia                                                                 | 2 – 0                                                                      | Azerbaigian                                                                | UEFA Nations League 2024-2025 - 1º turno                                   | -                                                                          | 46’                                                                        |
| 11-10-2024                                                                 | Tallinn                                                                    | Estonia                                                                    | 3 – 1                                                                      | Azerbaigian                                                                | UEFA Nations League 2024-2025 - 1º turno                                   | -                                                                          |                                                                            |
| 14-10-2024                                                                 | Baku                                                                       | Azerbaigian                                                                | 1 – 3                                                                      | Slovacchia                                                                 | UEFA Nations League 2024-2025 - 1º turno                                   | -                                                                          | 76’                                                                        |
| 16-11-2024                                                                 | Qəbələ                                                                     | Azerbaigian                                                                | 0 – 0                                                                      | Estonia                                                                    | UEFA Nations League 2024-2025 - 1º turno                                   | -                                                                          |                                                                            |
| 19-11-2024                                                                 | Solna                                                                      | Svezia                                                                     | 6 – 0                                                                      | Azerbaigian                                                                | UEFA Nations League 2024-2025 - 1º turno                                   | -                                                                          | 46’                                                                        |
| Totale                                                                     |                                                                            | Presenze                                                                   | 69                                                                         |                                                                            | Reti                                                                       | 10                                                                         |                                                                            |

## Palmarès
- Campionato russo: 1

Zenit S. Pietroburgo: 2014-2015
- Coppa di Russia: 1

Zenit S. Pietroburgo: 2015-2016
- Campionato slovacco: 1

Žilina: 2016-2017
- Campionato azero: 1

Qarabag: 2021-2022